# Торопов, Сергей Львович
Серге́й Льво́вич То́ропов (род. 15 марта 1973, РСФСР, СССР) — советский и российский дипломат.

## Биография
Был первым секретарём посольства России в Латвии и отвечал за связи дипмиссии с прессой. В 2008 году вместе с вице-консулом Александром Рогожиным был выдворен из страны. В ноте, которую передал и. о. госсекретаря МИД Эдгар Скуя на имя посла России Виктора Калюжного говорилось, что на основании информации органов госбезопасности латвийский МИД констатировал, что один из дипломатов посольства России занимался деятельностью, несовместимой со статусом дипломата, и пребывание этого дипломата в Латвии, как считают власти этой страны, создаёт угрозу безопасности государства. Имя сотрудника посольства латвийские власти не называли, однако СМИ предполагали, что речь идёт о Торопове. Кто из них — Рогожин или Торопов — вел «деятельность, несовместимую со статусом дипломата», — неизвестно. Впоследствии в посольстве сказали, что Торопов покинул Латвию еще за год до случившегося. Фамилию высланного дипломата так и не назвали.
Главред «Эха Москвы» Алексей Венедиктов утверждает также, что Торопов был миротворцем в войсках ООН на Ближнем Востоке.
Работал советником в посольстве Российской Федерации на Украине (с какого времени неизвестно; но согласно источнику, он уже работал в этой должности в октябре 2014 года).
28 июля 2016 года после увольнения Михаила Зурабова назначен временным поверенным в делах Российской Федерации на Украине. На тот момент о личности нового поверенного не было известно практически ничего. Биографии чиновника в открытом доступе нет, указывает ВВС. В том же году его сменил Александр Лукашик на должности временного поверенного в делах Российской Федерации на Украине.